# Euhybus
Euhybus är ett släkte av tvåvingar. Euhybus ingår i familjen puckeldansflugor.

## Dottertaxa tillEuhybus, i alfabetisk ordning[1]
- Euhybus agens
- Euhybus algens
- Euhybus amazonicus
- Euhybus antiquus
- Euhybus ardopeodes
- Euhybus bakeri
- Euhybus baropeodes
- Euhybus coquilletti
- Euhybus crassipes
- Euhybus cuspidatus
- Euhybus dimidiatus
- Euhybus dinopus
- Euhybus donato
- Euhybus dubius
- Euhybus duplex
- Euhybus electus
- Euhybus eurypterus
- Euhybus fuscipennis
- Euhybus genitivus
- Euhybus grandis
- Euhybus gryphus
- Euhybus hyalopterus
- Euhybus ikedai
- Euhybus latipennis
- Euhybus leptoneura
- Euhybus loewi
- Euhybus makauriensis
- Euhybus martiniensis
- Euhybus metatarsalis
- Euhybus nanlingensis
- Euhybus negundus
- Euhybus niger
- Euhybus nigripes
- Euhybus novoaripuanensis
- Euhybus ocreatus
- Euhybus panamensis
- Euhybus piceus
- Euhybus pilosiformis
- Euhybus pilosus
- Euhybus purpureus
- Euhybus reduncus
- Euhybus richardsi
- Euhybus schildi
- Euhybus setulosus
- Euhybus simplex
- Euhybus sinensis
- Euhybus smarti
- Euhybus smithi
- Euhybus sordipes
- Euhybus spiniger
- Euhybus spinosus
- Euhybus stigmaticus
- Euhybus strumaticus
- Euhybus subjectus
- Euhybus symmetricus
- Euhybus tabascensis
- Euhybus thrixothrix
- Euhybus tomentosus
- Euhybus triplex
- Euhybus verrucicrus
- Euhybus vitripennis
- Euhybus xui
- Euhybus yucatanus